# Музеј музичких инструмената у Бриселу
50° 50′ 34″ С; 4° 21′ 32″ И / 50.842778° С; 4.358889° И
 Музеј музичких инструмената (МИМ) у Бриселу (хол. Muziekinstrumentenmuseum); је музички музеј у центру Брисела, Белгија. Део је Краљевских музеја уметности и историје (фр. Musées royaux d'Art et d'Histoire, MRAH)  и данас се сматра једним од најзначајнијих те врсте у свету. Збирка музеја обухвата веома обимну колекцију класичних, егзотичних и народних музичких инструмената. Збирка МИМ-а настала је 1877. године  a oд 2000. године музеј се налази у згради бивше робне куће Олд Ингланд (енгл. Old England, срп. Стара Енглеска) и палати Спонген (фр. Spangen Palais). Поред музејске поставке, ова установа се бави едукацијом, истраживањем, концертима и јавним догађајима.

## Историја

### 1877-1924
Збирка МИМ-а настала је 1877. године и првобитно је поверена Краљевском конзерваторијуму у Бриселу (хол. Koninklijk Conservatorium Brussel), са циљем да студентима представи историјске инструменте и инструменте далеких земаља.
 Колекција се састојала од стотине индијских инструмената које је краљу Леополд II (фр. Léopold Louis Philippe Marie Victor, хол. Leopold Lodewijk Filips Maria Victor) поклонио Рајах Соуриндра Мохун Тагоре (енгл. Raja Sir Sourindra Mohun Tagore), 1876. године, као и збирке прослављеног белгијског музиколога Франсоа Жозефа Фетиса (фр. François-Joseph Fétis), коју је белгијска влада откупила 1872. године, после његове смрти,  и дала на чување Краљевском конзерваторијуму у Бриселу (где је Фетис био први директор).
Виктор Шарл Маијон (фр. Victor-Charles Mahillon), први кустос ове збирке, умногоме је увећао ионако импресивну колекцију, тако да је до његове смрти 1924. године, МИМ поседовао око 3.666 експоната, међу којима су 3.177 били оригинални музички инструменти. Маијон је био веома успешан у проширивању колекције, позивањем филантропа на донације, контактирајући са ерудитским аматерима (који су повремено били и донатори), као и кроз пријатељске односе са белгијским дипломатама, који су доносили музичке инструменте из целог света. Штавише, он је, између 1880. и 1922. године, као кустос израдио каталог инструмената од пет томова који је садржао и његов есеј о методолошкој класификацији древних и савремених инструмената. Каснији ће тај каталог и есеј, послужити као основа за рад Ериха Морица фон Хорнбостела и Курта Закса на систему класификације музичких инструмената, који се и данас користи. Маијон је такође био одговоран за стварање радионице 1877. године у којој је запослио и обучио радника Франца де Вестибула (хол. Franz de Vestibule) да рестаурира, поправља и прави копије јединствених инструмената из других јавних колекција које се нису могле наћи у Бриселу. Од 1880. године наследник Фетиса на директорском месту, Франсоа Огист Геверт (фр. François-Auguste Gevaert), организовао је концерте на историјским инструментима (или њиховим копијама), на којима су наступали наставници и ученици Конзерваторијума, који су убрзо постали познати у Бриселу и Лондону. Након смрти Маијона 1924. године, МИМ је имао у поседу 4.400 комада музичких инструмената (укључујући и 3.200 оригинална инструмента).

### 1924-1989
После Првог светског рата, донације филантропа, као и познатих белгијских произвођача музичких инструмената,  постале су ређе па је збирка музеја је увећана за само око хиљаду инструмената између 1924. и 1968. године.  До 1957. године кустоси на челу МИМ-а, ограничили су се на чување већ прикупљених инструмената (у не увек задовољавајућим условима). Повећање буџета додељеног музеју 1957. године, обележило је његов даљи напредак омогућивши преуређење изложбених просторија, ангажовање новог научног особља, реновирање експоната и прикупљање нових ретких инструмената. Такође је оживљена и традиција концерата античке музике које организује МИМ. 

### 1989-2000
Почетком 1990-их оживљавање МИМ-а добило је нови импулс, када је започело осмишљављање новог изгледа музеја у зградама које је 1978. године купила белгијска држава. То су биле зграде бивше робне куће Олд Ингланд и палата Спонген. Реконструкција зграда трајала је до 1994. године када добија награду Уметнички кварт (фр. Quartier des Arts), за квалитет обнове фасада. Од 1992. године колекција се прикључује Краљевским музејима уметности и историје (фр. Musées royaux d'Art et d'Histoire, MRAH). Даље сређивање новог простора МИМ-а настављено је до 1998. године. Пренос збирки и комплетирање изложбеног простора трајало је још десет месеци и завршено је 1999. године. Музеј музичких инструмената (МИМ), у Бриселу, у новом простору (где се налази и данас), отворио је врата за ширу јавност и посетиоце у јуну 2000. године.

### 2000-2024
Музеј музичких инструмената (МИМ) данас ради под управом Краљевских музеја уметности и историје и има око 125.000 посетилаца годишње. Поседује изложбени простор, галерије, концертну салу, продавницу, библиотеку и ресторан са панорамским погледом на град. Захваљујући својој великој колекцији музичких инструмената, МИМ ужива завидну међународну репутацију. Међутим, није толико квантитет оно што је музеју донело славу већ разноликост, квалитет и реткост изложених инструмената. Улаз у музеј је кроз реновирану зграду Олд Ингланд. Изложбене просторије су распоређене тако да посетиоца проведу кроз осамдесетак тематских приказа распоређених на четири изложбена нивоа. Слоган МИМ-а „Види шта слушаш“ односи се на систем са бежичним слушалицама који омогућава посетиоцима да чују скоро 200 звучних одломака са инструмената које посматрају. Едукативни сервиси музеја нуде радионице, обиласке са водичем и све врсте активности током целе године за публику (децу, одрасле, групе). Поред излагања сталне збирке, музеј повремено организује: изложбе, концерте, пројекције и конференције. Музејска библиотека је специјализоване за области: музикологије, органологије, етномузикологије и белгијског џеза са више од 30.000 књига. МИМ такође има радионицу за рестаурацију предмета из своје колекције.

## Зграде и локација музеја
Првобитна локација колекције, 1877. године, била је у анексу Краљевског конзерваторијума у Бриселу, док је нешто касније збирка пресељена у нову зграду Конзерваторијума, коју је пројектовао познати белгијски архитекта тог времена Жан Пјер Клисенар (фр. Jean-Pierre Cluysenaar).
Збирка је затим премештена у мању зграду на тргу Пети Саблон (фр. Petit Sablon), која је била и дом тадашњег директора Франсоа Огист Геверта (фр. François-Auguste Gevaert). Међутим, услед даљег брзог раста колекције, морала се тражити нова локација јер су инструменти били чувани у условима који су били веома лоши. Када је ситуација постала критична 1926. године, велики донатор музеја, гроф Луис Кевенс, (фр. Louis Cavens) запретио је да ће повући све предмете поклоњене музеју ако влада не предузме одговарајућ кораке да поправи ситуацију. Нађено је компромисно решења тако што је продавница у оближњој улици Ру Олен (фр. Rue aux Laines), дограђена за чување инструмената, а зграда на углу трга Пети Саблон, је постала изложбени простор. До 1970-их, колекција је била подељена на петнаест различитих локација у Бриселу, па је постало очигледно да се мора пронаћи трајно решење за обједињење ове изузетне музејске колекције.
Зато су 1978. године купљене две изванредне историјске зграде: неокласична зграда  из 1774. године, палата Спонген (фр. Spangen Palais), на углу Краљевског трга (фр. Place Royale), као и зграда непосредно поред ње, Олд Ингланд, из 1899. године, истоимене енглеске фирме за продају луксузне робе. Пројекат реконструкције ових објеката и изградња трећег објекта, зграде депоа музеја (у продужетку ове две зграде), трајао је неколико година и завршен је крајем 1998. године. Тако се данас, изложбене просторије МИМ налазе у ове две обновљене зграде веома различите по стилу.

## Архитектура музеја
Прво што се запажа када се прилази музеју, из правца Краљевског трга, је неокласична архитектура палате Спонген и као контраста њој (у стилу и тону), одмах уз њу, зграда Олд Ингланд, пример белгијске сецесије (или Арт Нуво, фр. Art nouveau), изграђена углавном од кованог гвожђа и челика. Палата Спонген је дело архитекте Барнабеа Гимара (фр. Barnabé Guimard) и изграђена је 1774. године као део пројекта целог блока.
Зграда је подигнута на иницијативу тадашњих аустријских власти како би се заменила стара палата Куденберг, која је 1731. године изгорела у пожару. Пројекат, који је 1774. године одобрила царица Марија Терезија, замишљен је као монументални план целог трга у коме је учествовало неколико архитеката са великим финансијским средствима. Палате Спонген је обложена белим каменом, што је карактеристика коју дели са другим зградама на Краљевском тргу, јер је закон из 1781. године дефинисао изглед који би трг требало да има.
 Палата се састоји од три спрата класичне композиције, са два спрата и телом зграде постављеном на основу приземља и балустрадама на балконима. Унутрашњост зграде такође задржава свој оригинални неокласични стил који карактерише камен, подови са паркетом и гипсане плафонске украсне лајсне.
 Зграда је током своје историје коришћена за многе различите намене, као: резиденција, Војни суд, Министарство рада, Министарство железнице, Ревизорски суд, хотел и део продавнице компаније Олд Ингланд. Зграду Олд Ингланд, пројектовао је 1899. године архитекта Пол Сантенуа (фр. Paul Saintenoy) у стилу Арт Нуво (или сецесије).
Изграђена је као продужетак продавнице Олд Ингланд, која је тада била смештена поред, у згради хотела Спонген. Ова зграда од шест спратова крунисана је високим куполастим поткровљем и углавном је израђена од челика и кованог гвожђа, са великим застакљеним површинама које омогућавају прилив природне светлости. Подови су армирано-бетонски, дебељине 8 цм, ослоњени  на решеткасте носаче од челичних греда који су подупрти витким крстастим стубовима од кованог гвожђа. Осмоугаони торањ, асиметрично постављен на северозападном углу зграде почиње на трећем спрату и завршава се перголом од челика (налик чипки) која користи структурални оквир његове куполе. Украси су вијугави биљни мотиви са цветним детаљима од кованог гвожђа. Орнаменти, обојени тамнозеленом бојом као и остатак структуре, савијају се око потпорних носача опонашајући винову лозу и витице биљака, као обележја стила сецесије. Цела конструкција демонстрира структурне особине гвожђа и челика које су максимизирале корисност простора робне куће. Зелена боја, наглашена жуто-наранџастим емајлираним натписом имена продавнице Олд Ингланд, издваја целу зграду од светлих, зиданих зграда и штукатура око ње, као јасан оријентир у уличном пејзажу. За конструкцију је утрошено 250 тона челика и 700 квадратних метара стакла.

## Колекција музеја
Збирка музеја обухвата веома обиман број класичних, егзотичних и народних музичких инструмената из целог света и различитих периода историје. Збирка овог музеја пружа и слику белгијске музичке историје, па је тако представљена улога Брисела у производњи музичких инструмената у 18. и 19. веку, као и белгијског произвођача и изумитеља музичких инструмената Адолфа Сакса (фр. Antoine-Joseph Sax, Adolphe Sax). Од импозантне музејске колекцију од око 10.000 инструмената изложено је 1.200 примека. У сутерену су изложени механичка инструменти, у приземљу су смештени традиционални инструменти, на првом спрату се може проучавати развој савремених оркестарских инструмената, а на другом спрату се могу погледати клавијатурни и гудачки инструменти. Посетиоцима је омогућено и да помоћу слушалица чују око 200 музичких одломака инструмената који су изложени. МИМ је једини музеја на свету који поседује рестаурирани оригинал лутиала (фр. Luthéal). музичког уређај који је користио Морис Равел (фр. Joseph-Maurice Ravel). Такође музеј поседује и Ротенбуршки алт блок, дувачки инструменте које је изумео Адолф Сакс, као и јединствен комплет кинеских камених звона. У музеју се чува и контрабас белгијског џез музичара Жан Ворленда (фр. Jean Warland), који је Фонд за наслеђе, фондације краља Бодуен I од Белгије (фр. Baudouin Albert Charles Léopold Axel Marie Gustave, хол. Boudewijn Albert Karel Leopold Axel Marie Gustaaf), откупио за МИМ 2016. године. Колекције су подељене у неколико категорија:
- Дувачки и перкусиони западни инструменти;
- Западни гудачки инструменти;
- Историјске клавијатуре;
- Електрични и електронски инструменти;
- Додатна музичка опрема;
- Традиционални европски инструменти;
- Африка;
- Блиски исток;
- Далеки исток;
- Индија, Авганистан и Пакистан;
- Индонезија;
- Северна и Јужне Америка;
- Океанија.

## Галерија
- Виола из Кремоне Италија, 1611. година
- Контрабас Жан Ворленда (1926 — 2015), џез музичара из Белгије
- Звиждаљка из Веракруза, Мексико (600. до 900. године)
- Гудачки (виолински) клавир из Толеда, Шпанија, 1625. година
- Унисон хармоника Енрика Сабатинија, 1950. година
- Клавичембало из Антверпена, Белгија, 1646. година
- Клавир-Лира из Берлина, Немачка, 1825. година
- Механички музички инструмент Компониум из Амстердама, Холандија, 1821. година
- Дувачки инструмент Серпент из Пиурса, Белгија, (крај 18. почетак 19. века)
- Седмоструки тромбон Адолфа Сакса из 1876. године.
- Музички уређај за клавир лутиал, Жоржа Клотанса (1871–1949).

## Кустоси
- Виктор Шарл Маијон (фр. Victor-Charles Mahillon), 1877-1924;
- Ернест Клосон (фр. Ernest Closson), 1924–1936;
- Ерман Клосон (фр. Herman Closson), 1936–1945;
- Рене Лир (фр. René Lyr), 1945–1957;
- Роже Брагара (фр. Roger Bragard), 1957-1968;
- Рене де Мајер (фр. René de Mayer), 1968–1989;
- Никола Меус (фр. Nicolas Meeùs), 1989–1995;
- Малу Ен (фр. Malou Haine), 1995–2009.